# Cyclocross-Weltmeisterschaften 2011
Die Cyclocross-Weltmeisterschaften 2011 fanden am 29. und 30. Januar in St. Wendel im Saarland statt. Es war nach 2005 die zweite Austragung in St. Wendel. Wie schon 2005 fanden die Wettkämpfe auf dem Gelände des Sportzentrums statt.

## Ergebnisse

### Männer Elite
(30. Januar 2011, 14:00 Uhr MEZ)
| Platz | Name                  | Zeit       |
| ----- | --------------------- | ---------- |
| 1     | Zdeněk Štybar         | 1:06:37 h  |
| 2     | Sven Nys              | + 18 s     |
| 3     | Kevin Pauwels         | + 1:15 min |
| 4     | Francis Mourey        | + 1:16 min |
| 5     | Philipp Walsleben     | + 1:18 min |
| 6     | Klaas Vantornout      | + 1:23 min |
| 7     | Marco Aurelio Fontana | + 1:51 min |
| 8     | Bart Wellens          | + 2:01 min |
| 9     | Christian Heule       | + 2:03 min |
| 10    | Tom Meeusen           | + 2:03 min |

### Frauen
(30. Januar 2011, 11:00 Uhr MEZ)
| Platz | Name                     | Zeit       |
| ----- | ------------------------ | ---------- |
| 1     | Marianne Vos             | 40:31 min  |
| 2     | Katherine Compton        | + 17 s     |
| 3     | Kateřina Nash            | + 20 s     |
| 4     | Hanka Kupfernagel        | + 42 s     |
| 5     | Jasmin Achermann         | + 1:10 min |
| 6     | Sanne van Paassen        | + 1:20 min |
| 7     | Christel Ferrier Bruneau | + 1:42 min |
| 8     | Pauline Ferrand-Prévot   | + 1:42 min |
| 9     | Sanne Cant               | + 2:00 min |
| 10    | Sabine Spitz             | + 2:00 min |

### Männer U23
(29. Januar 2011, 14:00 Uhr MEZ)
| Platz | Name              | Zeit      |
| ----- | ----------------- | --------- |
| 1     | Lars van der Haar | 52:01 min |
| 2     | Mike Teunissen    | + 1 s     |
| 3     | Karel Hník        | + 1 s     |
| 4     | Matthieu Boulo    | + 3 s     |
| 5     | Tijmen Eising     | + 4 s     |
| 6     | Wietse Bosmans    | + 7 s     |
| 7     | Valentin Scherz   | + 13 s    |
| 8     | Joeri Adams       | + 24 s    |
| 9     | Jimmy Turgis      | + 24 s    |
| 10    | Vincent Baestaens | + 30 s    |

### Junioren
(29. Januar 2011, 11:00 Uhr MEZ)
| Platz | Name                   | Zeit       |
| ----- | ---------------------- | ---------- |
| 1     | Clément Venturini      | 44:31 min  |
| 2     | Fabien Doubey          | + 15 s     |
| 3     | Loïc Doubey            | + 15 s     |
| 4     | Jakub Skála            | + 36 s     |
| 5     | Laurens Sweeck         | + 37 s     |
| 6     | Michael Vanthourenhout | + 45 s     |
| 7     | Dominic Zumstein       | + 51 s     |
| 8     | Silvio Herklotz        | + 1:09 min |
| 9     | Vojtěch Nipl           | + 1:18 min |
| 10    | Stan Godrie            | + 1:29 min |